# Pasilaid
Pasilaid est une île d’Estonie.